# 러시아 내셔널 필하모니 관현악단
러시아 내셔널 필하모니 관현악단(러시아어: Национальный филармонический Оркестр России, National Philharmonic Orchestra of Russia)은 모스크바에 본거지를 둔 러시아의 관현악단이다. 2003년 1월에 러시아 대통령 블라디미르 푸틴과 러시아 문화부의 기획으로 창단되었고, 초대 예술 감독 겸 상임 지휘자로 블라디미르 스피바코프가 임명되었다.
창단 때부터 러시아 최고 수준의 관현악단을 목표로 유능한 연주자들을 단원으로 대거 영입했고, 첫 시즌부터 국내외의 유명 독주자와 성악가, 지휘자들을 적극적으로 초빙해 공연하기 시작했다. 그동안 러시아에 드물게 소개되던 오네게르와 풀랑, 브리튼, 바일, 불레즈, 뒤튀외, 크세나키스 등의 외국 근현대 작품들도 적극적으로 다루고 있다.
유럽과 미국, 일본에서 해외 순회 공연도 개최하고 있고, 하워드 쇼어가 동명 영화의 사운드트랙에서 편곡한 교향곡 '반지의 제왕' 을 초연해 화제가 되기도 했다. 음반 녹음은 악단 자체 음반사와 미국의 RCA, 독일의 카프리치오 등에서 제작되고 있으며, 차이콥스키의 교향곡과 발레 모음곡, 이자크 슈바르츠의 홀로코스트 추모 작품인 '유태의 별' 등이 출반되어 있다.
스피바코프 외에 블라디미르 심킨과 알렉세이 스테파노프가 지휘자로 재직 중이며, 루마니아 출신의 오스트리아 지휘자 이온 마린도 2006년부터 수석 객원 지휘자로 출연하고 있다. 주요 공연장은 창단된 해에 준공된 최신 공연장인 모스크바 국제 예술회관의 스베틀라노프 홀을 사용하고 있다.